# Ciel 2
O Ciel 2 é um satélite de comunicação geoestacionário canadense que foi construído pela Alcatel Alenia Space e pela Thales Alenia Space. Ele está localizado na posição orbital de 129 graus de longitude oeste e é operado pela Ciel Satellite Group. O satélite foi baseado na plataforma Spacebus-4000C4 e sua expectativa de vida útil é de 16 anos.

## História
A Ciel Satellite Group anunciou em março de 2006, que a Alcatel Alenia Space foi escolhida para construir um satélite a ser conhecido como Ciel 2. E que o satélite geoestacionário seria operado pela mesma e seria colocado em 129 graus oeste para fornecer serviços em toda a América do Norte.
A Alcatel construiu o satélite com base na tecnologia comprovada do Spacebus-4000C4 que já havia sido usado em quatro satélites implantados com sucesso. O C4 é o maior satélite da classe Spacebus construído até agora. Uma série de inovações foram usados para complementar o projeto, como todos os recursos de satélite para banda Ku de alta frequência com reutilização ed vigas regionais e pontuais.

## Lançamento
O satélite foi lançado com sucesso ao espaço no dia 10 de dezembro de 2008, às 13:43 UTC, por meio de um veiculo Proton-M/Briz-M lançado a partir do Cosmódromo de Baikonur, no Cazaquistão. Ele tinha uma massa de lançamento de 5.575 kg.

## Capacidade e cobertura
O Ciel 2 é equipado com 32 transponders em banda Ku para oferecer serviços de alta definição de TV e outros serviços para a América do Norte.